# Bethan
 Bethan är en by i distriktet Ramechhap i nordöstra Nepal. Folkmängden uppgick till 4 634 invånare vid folkräkningen 2011.